# Brompropylat
Brompropylat ist eine chemische Verbindung aus der Gruppe der Carbonsäureester.

## Gewinnung und Darstellung
Brompropylat kann durch Veresterung von Dibrombenzilsäure mit Isopropanol gewonnen werden.

## Eigenschaften
Brompropylat ist ein brennbarer weißer Feststoff, der praktisch unlöslich in Wasser ist. Er ist relativ stabil in neutralen oder leicht sauren Medien.

## Verwendung
Brompropylat wird als Akarizid zur Bekämpfung von Spinnmilben in der Imkerei sowie im Zitrus-, Obst- und Weinanbau verwendet. Der Einsatz gegen Milben wurde 1966 erstmals getestet. 
Unter dem Namen Folbex VA wurde es in Räucherstreifen gegen die Varroamilbe eingesetzt.

## Zulassung
In der Europäischen Union ist Brompropylat mit der Verordnung (EG) Nr. 2076/2002 vom 20. November 2002 nicht in den Anhang I der Richtlinie 91/414/EWG aufgenommen worden. Daher dürfen in den Staaten der EU keine Pflanzenschutzmittel zugelassen werden, die Brompropylat enthalten. Für Belgien und Spanien war eine Übergangsfrist bis Mitte 2007 vorgesehen, weil der Wirkstoff bei bestimmten Kulturen schwer zu ersetzen war. Das Europäische Arzneibuch legt als Grenzwert für Brompropylat-Rückstände in pflanzlichen Drogen 3 mg·kg−1 fest.
Auch in der Schweiz sind keine Pflanzenschutzmittel mit diesem Wirkstoff zugelassen.
Die Verbindung war zwischen 1982 und 1994 in der DDR zugelassen.